# Campeonato Roraimense 2015
In 2015 werd het 56ste Campeonato Roraimense gespeeld voor voetbalclubs uit Braziliaanse staat Roraima. De competitie werd georganiseerd door de FRF en werd gespeeld van 28 maart tot 19 mei. Náutico won beide toernooien en werd kampioen en plaatste zich voor de Série D 2015, Copa Verde 2016 en Copa do Brasil 2016. 

## Eerste toernooi
| Plaats | Club         | Wed. | W | G | V | Saldo | Ptn. |
| ------ | ------------ | ---- | - | - | - | ----- | ---- |
| 1.     | Náutico      | 5    | 4 | 0 | 1 | 14:6  | 12   |
| 2.     | São Raimundo | 5    | 4 | 0 | 1 | 21:4  | 12   |
| 3.     | Rio Negro    | 5    | 2 | 1 | 2 | 5:11  | 7    |
| 4.     | Baré         | 5    | 2 | 0 | 3 | 8:9   | 6    |
| 5.     | Roraima      | 5    | 1 | 1 | 3 | 5:17  | 4    |
| 6.     | GAS          | 5    | 1 | 0 | 4 | 4:10  | 3    |

|  | Winnaar Taça Boavista |

## Tweede toernooi

### Groep A
| Plaats | Club    | Wed. | W | G | V | Saldo | Ptn. |
| ------ | ------- | ---- | - | - | - | ----- | ---- |
| 1.     | Náutico | 2    | 1 | 1 | 0 | 6:1   | 4    |
| 2.     | Baré    | 2    | 1 | 1 | 0 | 4:1   | 4    |
| 3.     | GAS     | 2    | 0 | 0 | 2 | 2:10  | 0    |

|  | Geplaatst voor knockout-fase |

### Groep B
| Plaats | Club    | Wed. | W | G | V | Saldo | Ptn. |
| ------ | ------- | ---- | - | - | - | ----- | ---- |
| 1.     | Náutico | 2    | 1 | 1 | 0 | 6:1   | 4    |
| 2.     | Baré    | 2    | 1 | 1 | 0 | 4:1   | 4    |
| 3.     | GAS     | 2    | 0 | 0 | 2 | 2:10  | 0    |

|  | Geplaatst voor knockout-fase |

### Knock-outfase
In geval van gelijkspel worden er strafschoppen genomen, tussen haakjes weergegeven. 
|  | Halve finale     | Halve finale |   |  | Finale | Finale |  |
|  |                  |              |   |  |        |        |  |
|  |                  |              |   |  |        |        |  |
|  | São Raimundo     | 0            |   |  |        |        |  |
|  | Baré             | 1            |   |  |        |        |  |
|  |                  |              |   |  |        |        |  |
|  |                  |              |   |  |        |        |  |
|  |                  |              |   |  | Baré   | 1      |  |
|  |                  | Náutico FC   | 2 |  |        |        |  |
|  |                  |              |   |  |        |        |  |
|  |                  |              |   |  |        |        |  |
|  |                  |              |   |  |        |        |  |
|  |                  |              |   |  |        |        |  |
|  | Náutico FC       | 1 (4)        |   |  |        |        |  |
|  | Atlético Roraima | 1 (3)        |   |  |        |        |  |

### Kampioen
| Campeonato Roraimense de 2015 |
| Roraima                       |
| ----------------------------- |
| NÁUTICO Kampioen (2° titel)   |